# Panillo
Panillo es una localidad española perteneciente al municipio de Graus, en la Ribagorza, dentro provincia de Huesca, Aragón.

## Geografía
Se encuentra situada bajo un collado en una vía natural de comunicación de la Baja Ribagorza a 834 m s. n. m. y a una distancia de 90 km de la ciudad de Huesca.

## Toponimia
El topónimo es un diminutivo del Pano. En los textos medievales aparece como Paniello.

## Historia
Hasta 1571 Panillo formaba parte de la diócesis de Lérida hasta que pasó a la de Barbastro.
Próximas están las ruinas del castillo, cuyo recinto y accesos fueron acondicionados durante el verano de 2005. Se trata de una importante fortaleza del siglo XI de la que quedan restos de una torre circular y de su iglesia castrense de estilo románico. Está situado en la divisoria de los valles del Esera y del Cinca.

## Demografía
| Gráfica de evolución demográfica de Panillo entre 1842 y 1960 |
| |
| Población de derecho según los censos de población del INE Población de hecho según los censos de población del INEEntre el censo de 1857 y el anterior, crece el término del municipio porque incorpora a Exep y Pano Entre el censo de 1970 y el anterior, este municipio desaparece porque se integra en el municipio Graus |

En los años 1845 las localidades de Pano y Ejep se unen al municipio. 

## Patrimonio
- Iglesia de Santa Engracia (siglo XVIII)[6][7][8]
- Templo budista Dag Shang Kagyü, fundado en 1984.[9][10]
- Casa número 5 (siglo XVI)Remodelada posteriormente[8]
- Ermita de la Virgen de la Collada (1671). Restaurada en la última década del siglo XX[8]
- Casa Domingo (siglo XVIII)[8]
- Casa Abadías (1740)[8]
- Almazara o molino (1882)[8] (actualmente rehabilitado) El molino de aceite de Panillo, con sus más de doce metros de longitud y su envergadura, es el más grande que se conserva en Aragón. Su construcción  data de 1882. Realizado a mano y con una prensa compuesta de dos piezas ensambladas, el molino fue originariamente ‘de sangre’, es decir, utilizaba la fuerza  de las caballerías para mover la rueda de moler. En la década de 1940, un motor eléctrico sustituyó la fuerza animal y también se cambió la muela y la solería sobre la que giraba o pisaba. Sin embargo, el molino renovado tan solo funcionó dos o tres años más, antes de caer en desuso.  Junto al molino se adecuó un edificio anexo para acoger un restaurante adecuando un espacio libre para terraza en la parte baja del conjunto”.
- Castillo de Pano (o de Panillo) (siglo XI)[8]

## Lengua
Su lengua propia es el aragonés bajorribagorzano.